# 薩克羅峰

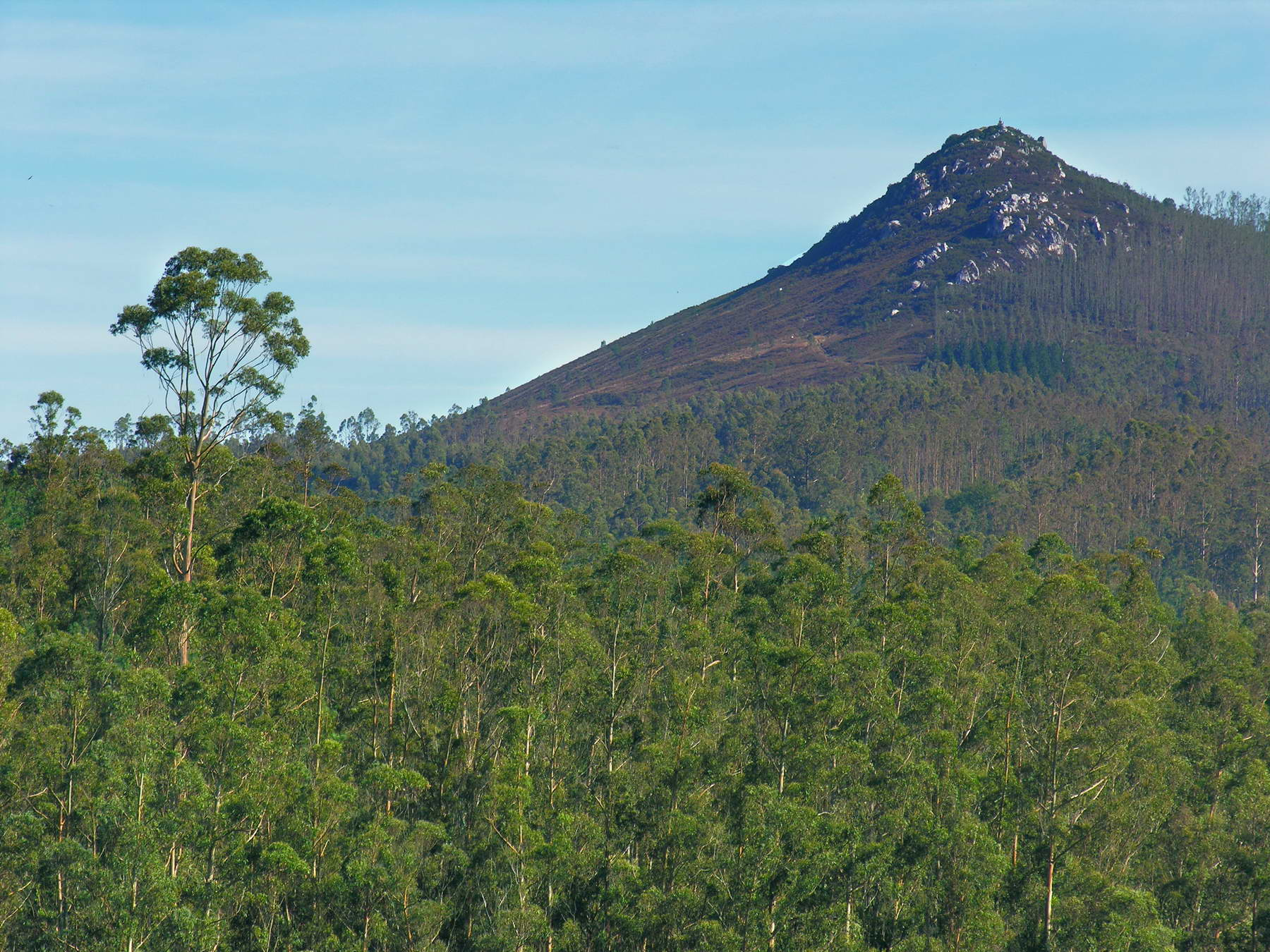

薩克羅峰（西班牙語：Pico Sacro），是西班牙的山峰，位於該國西北部加利西亞自治區的拉科魯尼亞省，處於博凱洪，屬於加利西亞山脈的一部分，該山峰海拔高度490米。